# An-Nuway'imah
An-Nuway'imah, en arabe : النويعمه,  est un village du gouvernorat de Jéricho en Palestine, situé à 5 km au nord de Jéricho, en Cisjordanie.
Selon le recensement du bureau central palestinien des statistiques, la localité compte une population de 1 794 habitants en 2017.